# Шоу Фила Донахью
Шоу Фила Донахью, или просто Донахью (англ. The Phil Donahue Show) — американское ток-шоу, шедшее в эфире с 1967 по 1996 годы. Бессменный ведущий программы — Фил Донахью.

## История
После непродолжительной работы продавцом Донахью вернулся на дейтонское телевидение WLWD-TV в ноябре 1967 года в качестве ведущего «Шоу Фила Донахью». Хотя программа изначально придерживалась стандартного взаимодействия ведущего и гостя, Донахью вскоре нашел выигрышную формулу обращения к аудитории студии за вопросами.
По воспоминаниям Владимира Познера, однажды, через пять минут после начала очередной программы он совершенно не знал, о чём дальше спрашивать гостя. В совершеннейшем отчаянии он кинулся к аудитории со словами: «Может, кто-то из вас хочет задать вопрос?» — и вопросы посыпались, словно из рога изобилия. Так Филом Донахью был изобретён новый жанр talk show (ток-шоу).